# Burkersroda (Adelsgeschlecht)

Wappen derer von Burkersroda

Burkersroda ist der Name eines thüringischen Adelsgeschlechts, das zum Uradel zählt und gleichen Stammes mit den von Heßler ist.
Die Schreibweise des Familiennamens variiert. Es gibt auch die Namensformen Burckhartsrode, Borgersrode, Borkersrode und Bukersroda.

## Geschichte
Ursprünglich stammte diese Familie aus Burkersrode bei Eckartsberga. Urkundlich werden sie erstmals erwähnt, als die Grafen von Orlamünde und Herren zu Weimar in den Jahren 1120–1122 die Ortschaften Dietrichsroda, Pleißmar, Burkersroda, Friedrichroda und Harta als Lehen an Hans, Christoph, Wolf und Heinrich, Gebrüder von Burkersroda übergaben. Nachfolgend tritt 1144 Volknant de Burkhartrod in Erscheinung. Die Stammreihe beginnt mit Friedrich von Burkersroda, erwähnt 1487, Herr auf Starsiedel.
Sie sind stammes- und wappenverwandt mit den Edlen von Laucha und den von Heßler.

## Wappen
Blasonierung: „In Rot drei linksgewendete silberne Querspitzen. Auf dem Helm mit rot-silbernen Decken eine wachsende von Silber und Rot gespalten gekleidete Jungfrau, die auf der Brust einen grünen Rautenkranz hält und deren Kopf mit sieben silbern-rot gespaltenen Fähnchen besteckt ist.“

## Persönlichkeiten
- Hans Friedrich von Burckersroda (um 1630–1686), deutscher Verwaltungsbeamter, Domherr und Kammerpräsident
- Hans Friedrich von Burkersroda (1574–1640), kursächsischer Rat und Domherr in Naumburg
- Julius von Zech-Burkersroda (Politiker) (1805–1872), deutscher Politiker
- Julius von Zech-Burkersroda (1885–1946), deutscher Diplomat, siehe Ernst Lothar Julius Graf von Zech-Burkersroda